# Лес (Каталонія)
Лес (окс. Les, кат. Lés, ісп. Les) — муніципалітет, розташований в Автономній області Каталонія, в Іспанії. Код муніципалітету за номенклатурою Інституту статистики Каталонії — 251214. Знаходиться у терсуні Куате Локс району (кумарки) Баль-д'Аран (коди району — 39 та VN) провінції Льєйда, згідно з новою адміністративною реформою перебуватиме у складі Баґарії (округи) Ал-Пірінеу і Баль-д'Аран.

## Населення
Населення міста (у 2008 р.) становить 968 особи (з них менше 14 років — 13,3 %, від 15 до 64 — 73,5 %, понад 65 років — 13,1 %). У 2006 р. народжуваність склала 14 осіб, смертність — 6 осіб, зареєстровано 2 шлюби. У 2001 р. активне населення становило 362 особи, з них безробітних — 16 осіб.

Серед осіб, які проживали на території міста у 2001 р., 510 народилися в Каталонії (з них 360 осіб у тому самому районі, або кумарці), 123 особи приїхали з інших областей Іспанії, а 58 осіб приїхало з-за кордону. 

Університетську освіту має 10,4 % усього населення. 

У 2001 р. нараховувалося 253 домогосподарства (з них 26,1 % складалися з однієї особи, 22,1 % з двох осіб,22,5 % з 3 осіб, 18,2 % з 4 осіб, 6,3 % з 5 осіб, 2,8 % з 6 осіб, 1,6 % з 7 осіб, 0,4 % з 8 осіб і 0 % з 9 і більше осіб).

Активне населення міста у 2001 р. працювало у таких сферах діяльності: у сільському господарстві — 4,3 %, у промисловості — 4 %, на будівництві — 10,4 % і у сфері обслуговування — 81,2 %. 

 У муніципалітеті або у власному районі (кумарці) працює 305 осіб, поза районом — 129 осіб.

### Безробіття
У 2007 р. нараховувалося 8 безробітних (у 2006 р. — 4 безробітних), з них чоловіки становили 25 %, а жінки — 75 %.

## Економіка

### Підприємства міста

#### Промислові підприємства
| \| Промислові підприємства міста, за сферою діяльності \| Промислові підприємства міста, за сферою діяльності \| Промислові підприємства міста, за сферою діяльності \| \| Рік \| 2002 р. \| 2001 р. \| \| --------------------------------------------------- \| --------------------------------------------------- \| --------------------------------------------------- \| \| Енергетичні та водні ресурси \| 25 % \| 28,6 % \| \| Хімія та метали \| 0 % \| 0 % \| \| Переробка металів \| 0 % \| 0 % \| \| Продукти харчування \| 37,5 % \| 42,9 % \| \| Текстиль \| 0 % \| 0 % \| \| Виробництво меблів, видання \| 37,5 % \| 28,6 % \| \| Інше \| 0 % \| 0 % \| \| Усього підприємств \| 8 \| 7 \| |         |         |
| Промислові підприємства міста, за сферою діяльності |         |         |
| Рік | 2002 р. | 2001 р. |
| Енергетичні та водні ресурси | 25 %    | 28,6 %  |
| Хімія та метали | 0 %     | 0 %     |
| Переробка металів | 0 %     | 0 %     |
| Продукти харчування | 37,5 %  | 42,9 %  |
| Текстиль | 0 %     | 0 %     |
| Виробництво меблів, видання | 37,5 %  | 28,6 %  |
| Інше | 0 %     | 0 %     |
| Усього підприємств | 8       | 7       |

#### Роздрібна торгівля
| \| Підприємства роздрібної торгівлі міста, за сферою діяльності \| Підприємства роздрібної торгівлі міста, за сферою діяльності \| Підприємства роздрібної торгівлі міста, за сферою діяльності \| \| Рік \| 2002 р. \| 2001 р. \| \| ------------------------------------------------------------ \| ------------------------------------------------------------ \| ------------------------------------------------------------ \| \| Продукти харчування \| 31 % \| 36,7 % \| \| Одяг та взуття \| 17,2 % \| 16,7 % \| \| Товари для дому \| 13,8 % \| 13,3 % \| \| Книги та періодичні видання \| 3,4 % \| 3,3 % \| \| Промислова хімічна продукція \| 17,2 % \| 16,7 % \| \| Продукція, пов'язана з транспортними засобами \| 3,4 % \| 0 % \| \| Інше \| 13,8 % \| 13,3 % \| \| Усього підприємств \| 29 \| 30 \| |         |         |
| Підприємства роздрібної торгівлі міста, за сферою діяльності |         |         |
| Рік | 2002 р. | 2001 р. |
| Продукти харчування | 31 %    | 36,7 %  |
| Одяг та взуття | 17,2 %  | 16,7 %  |
| Товари для дому | 13,8 %  | 13,3 %  |
| Книги та періодичні видання | 3,4 %   | 3,3 %   |
| Промислова хімічна продукція | 17,2 %  | 16,7 %  |
| Продукція, пов'язана з транспортними засобами | 3,4 %   | 0 %     |
| Інше | 13,8 %  | 13,3 %  |
| Усього підприємств | 29      | 30      |

#### Сфера послуг
| \| Підприємства міста, що працюють у сфері послуг, за діяльністю \| Підприємства міста, що працюють у сфері послуг, за діяльністю \| Підприємства міста, що працюють у сфері послуг, за діяльністю \| \| Рік \| 2002 р. \| 2001 р. \| \| ------------------------------------------------------------- \| ------------------------------------------------------------- \| ------------------------------------------------------------- \| \| Гуртова торгівля \| 5,7 % \| 6,2 % \| \| Готелі та готельний бізнес \| 45,7 % \| 46,9 % \| \| Транспорт та зв'язок \| 8,6 % \| 9,4 % \| \| Посередницькі фінансові послуги \| 5,7 % \| 6,2 % \| \| Послуги підприємствам \| 0 % \| 0 % \| \| Послуги фізичним особам \| 17,1 % \| 15,6 % \| \| Нерухомість та ін. \| 17,1 % \| 15,6 % \| \| Усього підприємств \| 35 \| 32 \| |         |         |
| Підприємства міста, що працюють у сфері послуг, за діяльністю |         |         |
| Рік | 2002 р. | 2001 р. |
| Гуртова торгівля | 5,7 %   | 6,2 %   |
| Готелі та готельний бізнес | 45,7 %  | 46,9 %  |
| Транспорт та зв'язок | 8,6 %   | 9,4 %   |
| Посередницькі фінансові послуги | 5,7 %   | 6,2 %   |
| Послуги підприємствам | 0 %     | 0 %     |
| Послуги фізичним особам | 17,1 %  | 15,6 %  |
| Нерухомість та ін. | 17,1 %  | 15,6 %  |
| Усього підприємств | 35      | 32      |

## Житловий фонд
У 2001 р. 7,9 % усіх родин (домогосподарств) мали житло метражем до 59 м2, 29,4 % — від 60 до 89 м2, 25 % — від 90 до 119 м2 і
37,7 % — понад 120 м2.

З усіх будівель у 2001 р. 10,4 % було одноповерховими, 71,6 % — двоповерховими, 12,2 % — триповерховими, 4 % — чотириповерховими, 1,8 % — п'ятиповерховими, 0 % — шестиповерховими,
0 % — семиповерховими, 0 % — з вісьмома та більше поверхами.

## Автопарк
| \| Автомобілі, зареєстровані у місті, за призначенням \| Автомобілі, зареєстровані у місті, за призначенням \| Автомобілі, зареєстровані у місті, за призначенням \| \| Рік \| 2006 р. \| 2005 р. \| \| -------------------------------------------------- \| -------------------------------------------------- \| -------------------------------------------------- \| \| Приватні автомобілі \| 64,4 % \| 61,3 % \| \| Мотоцикли \| 13,4 % \| 13,7 % \| \| Вантажівки \| 20,2 % \| 23,1 % \| \| Трактори \| 0,1 % \| 0 % \| \| Автобуси та ін. \| 1,9 % \| 2 % \| \| Усього автомобілів \| 744 шт. \| 958 шт. \| |         |         |
| Автомобілі, зареєстровані у місті, за призначенням |         |         |
| Рік | 2006 р. | 2005 р. |
| Приватні автомобілі | 64,4 %  | 61,3 %  |
| Мотоцикли | 13,4 %  | 13,7 %  |
| Вантажівки | 20,2 %  | 23,1 %  |
| Трактори | 0,1 %   | 0 %     |
| Автобуси та ін. | 1,9 %   | 2 %     |
| Усього автомобілів | 744 шт. | 958 шт. |

## Вживання каталанської мови
У 2001 р. каталанську мову у місті розуміли 97,1 % усього населення (у 1996 р. — 98,9 %), вміли говорити нею 83,3 % (у 1996 р. — 79,1 %), вміли читати 72,9 % (у 1996 р. — 71,9 %), вміли писати 42,5 % (у 1996 р. — 11,8 %). Не розуміли каталанської мови 2,9 %.

## Політичні уподобання
У виборах до Парламенту Каталонії у 2006 р. взяло участь 351 особа (у 2003 р. — 392 особи). Голоси за політичні сили розподілилися таким чином:
| \| Вибори до Парламенту Каталонії \| Вибори до Парламенту Каталонії \| Вибори до Парламенту Каталонії \| \| Рік \| 2006 р. \| 2003 р. \| \| -------------------------------------- \| ------------------------------ \| ------------------------------ \| \| Конвергенція та Єднання (CiU) \| 32,8 % \| 31,6 % \| \| Соціалістична партія Каталонії (PSC) \| 44,2 % \| 46,9 % \| \| Народна партія (PP) \| 10,8 % \| 12,5 % \| \| Ініціатива за зелену Каталонію (IC) \| 4,3 % \| 3,1 % \| \| Республіканська лівиця Каталонії (ERC) \| 5,7 % \| 5,4 % \| \| Громадянська партія (C's) \| 0,6 % \| 0 % \| \| Інші \| 1,7 % \| 0,5 % \| |         |         |
| Вибори до Парламенту Каталонії |         |         |
| Рік | 2006 р. | 2003 р. |
| Конвергенція та Єднання (CiU) | 32,8 %  | 31,6 %  |
| Соціалістична партія Каталонії (PSC) | 44,2 %  | 46,9 %  |
| Народна партія (PP) | 10,8 %  | 12,5 %  |
| Ініціатива за зелену Каталонію (IC) | 4,3 %   | 3,1 %   |
| Республіканська лівиця Каталонії (ERC) | 5,7 %   | 5,4 %   |
| Громадянська партія (C's) | 0,6 %   | 0 %     |
| Інші | 1,7 %   | 0,5 %   |

У муніципальних виборах у 2007 р. взяло участь 460 осіб (у 2003 р. — 494 особи). Голоси за політичні сили розподілилися таким чином:
| \| Муніципальні вибори \| Муніципальні вибори \| Муніципальні вибори \| \| Рік \| 2007 р. \| 2003 р. \| \| -------------------------------------- \| ------------------- \| ------------------- \| \| Конвергенція та Єднання (CiU) \| 36,3 % \| 0 % \| \| Соціалістична партія Каталонії (PSC) \| 57,2 % \| 60,5 % \| \| Народна партія (PP) \| 6,5 % \| 10,1 % \| \| Ініціатива за зелену Каталонію (IC) \| 0 % \| 0 % \| \| Республіканська лівиця Каталонії (ERC) \| 0 % \| 0 % \| \| Громадянська партія (C's) \| 0 % \| 0 % \| \| Інші \| 0 % \| 29,4 % \| |         |         |
| Муніципальні вибори |         |         |
| Рік | 2007 р. | 2003 р. |
| Конвергенція та Єднання (CiU) | 36,3 %  | 0 %     |
| Соціалістична партія Каталонії (PSC) | 57,2 %  | 60,5 %  |
| Народна партія (PP) | 6,5 %   | 10,1 %  |
| Ініціатива за зелену Каталонію (IC) | 0 %     | 0 %     |
| Республіканська лівиця Каталонії (ERC) | 0 %     | 0 %     |
| Громадянська партія (C's) | 0 %     | 0 %     |
| Інші | 0 %     | 29,4 %  |